# Ștefan Ignat (deputat)
Ștefan Ignat (n. 1943) este un deputat român în legislatura 1996-2000, ales în județul Vaslui pe listele PDSR, pe al cărui grup parlamentar l-a părăsit în iulie 1997.